# Francesco Burroni
Francesco Burroni (Siena, 23 gennaio 1952) è un attore cinematografico, attore teatrale e regista italiano.

## Biografia
Dopo gli studi presso il liceo scientifico, si laurea in lettere e filosofia presso l'Università di Siena, nel 1980, con una Tesi sui canti popolari. La formazione teatrale inizia a partire degli anni Settanta al Piccolo teatro di Siena con Ugo Francini, sueguendo poi alla scuola di Bologna diretta da Alessandra Galante Garrone e a Firenze al laboratorio teatrale di Ugo Chiti. Attivo principalmente come attore teatrale, performer nell'improvvisazione, è stato regista nelle opere teatrali di Luigi Pirandello negli anni Novanta. 
Ha lavorato come attore cinematografico con Tonino Cervi  e nelle fiction di Fox Crimes, Rai 1, Rete 4 e Canale 5.
Ricopre il ruolo di direttore artistico della rete nazionale del Match d'improvvisazione teatrale e della compagnia Aresteatro.

## Filmografia
- 1996, Albergo Roma di Ugo Chiti, nella parte del becchino
- 1997, Il padre di mia figlia di Livia Giampalmo, nel ruolo dell'esattore
- 2000, Padre Pio - Tra cielo e terra, serie TV, di Giulio Base, nel ruolo del medico
- 2003, Il quaderno della spesa di Tonino Cervi, nel ruolo di Gervasio
- 2004, Carabinieri (serie televisiva), serie TV, terza stagione, episodio "L'insonnia, interpreti secondari
- 2005, Un ciclone in famiglia, serie TV, di Carlo Vanzina, seconda stagione, nel ruolo del padre di Francesco
- 2009, Il mostro di Firenze (miniserie televisiva) di Antonello Grimaldi, nel ruolo di Mario Vanni
- 2010, Matrimoni e altri disastri di Nina Di Majo, nel ruolo di ausiliario del traffico
- 2014, Uscio e bottega di Marco Daffra, nel ruolo del portiere

## Teatro
- I giganti della montagna di Luigi Pirandello, 1995, di cui ha curato la regia